# Xalamera (Benifallet)
Xalamera és una masia de Benifallet (Baix Ebre) inclosa en l'Inventari del Patrimoni Arquitectònic de Catalunya.

## Descripció
És una masia constituïda per un edifici principal o habitatge dels propietaris, i altres dependències annexes per a desar la maquinària, els animals, per a ús dels pagesos que hi treballen, etc. L'estructura dels edificis és semblant: planta rectangular, teulada a doble vessant i un pis. Al cos principal és una mica més complicada degut a l'addició d'altres dependències. A més de la cuina, menjador, rebost i habitacions de dormir, concentrades en aproximadament els dos terços que apunten al nord, posseeix altres elements de tradició més antiga, com la presó, precedida d'una habitació per a la guàrdia, al costat de la qual hi ha una quadra pels cavalls amb dues arcades ogivals. Totes les dependències donen a un pati descobert d'on surt una escala que porta al primer pis que, quan la propietat estava repartida entre diferents masovers, es va dividir entre tres famílies.
També hi ha una espadanya a sobre la presó, indici d'una capella més antiga, o pel caire religiós de la fundació original.

## Història
És la finca més meridional de la riba de l'Ebre pertanyent al municipi de Benifallet i afrontada amb el municipi de Xerta. Encara que poca cosa coneixem sobre la seva evolució històrica, li suposem diverses ocupacions: el seu origen podria, de moment, remuntar-se a l'època de la reconquesta d'aquestes terres als musulmans i, com era normal en aquest període, passar a formar part del senyoriu d'algun noble o d'algun orde militar.
Si bé és cert que l'Orde Militar del Temple va ser molt important a la comarca del Baix Ebre, no sabem res amb relació a Xalamera. Només tenim constància que el 14 de setembre del 1268 el rei Jaume I va aconsellar la concòrdia entre l'abat de Benifassà i l'Orde de Sant Joan de Jerusalem o Hospitalers amb relació a la possessió del lloc de Rossell: l'abat va renunciar a tota acció sobre Rosell i va rebre dels Hospitalers el domini directe d'una granja coneguda com a "Xalamera". El tractat va ser aprovat pel rei l'11 d'octubre del mateix any (1268). En època contemporània va ser repartida entre diversos masovers, però actualment és propietat única, encara que es conserven altres masies per la propietat i indicis en la mateixa masia original o nucli.
Consta en documents de l'Arxiu Municipal de Xerta que un Gabriel Xalamera hi figura a la dècada del 1750 pagant impostos a Xerta, fet que pot evidenciar un vincle històric d'aquesta finca i els seus propietaris amb Xerta. 